# Chandrashekhar Agashe
Chandrashekhar Agashe I, né le 14 février 1888 et mort le 9 juin 1956, est un industriel indien connu pour être le fondateur du Brihan Maharashtra Sugar Syndicate Ltd.
Le Collège Chandrashekhar Agashe d'éducation physique,, le Chandrashekhar Agashe Road dans Shaniwar Peth, Pune et le musée Chandrashekhar Agashe dans le Raja Dinkar Kelkar Museum sont nommés d'après lui.
Il est le père de l'homme d'affaires, joueur de cricket et philanthrope Dnyaneshwar Agashe, et l'arrière-grand-père de la chanteuse Adi Agashé (mr).